# Lars Aslaksrud
Lars Aslaksrud (Aslaksrud, Norderhov, 2 de octubre de 1867 - 3 de junio de 1941) fue un ferroviario noruego, líder sindical, político y representante del Storting por el Partido Laborista, residente en Kristiania/Oslo.

## Educación
Aslaksrud se graduó en la escuela de suboficiales del Cuerpo de Cazadores en 1889. Comenzó a trabajar en los Ferrocarriles Estatales de Noruega en 1891 y se afilió al sindicato de telegrafistas del distrito de Oslo en 1892. De 1907 a 1911 fue presidente del Sindicato de Ferroviarios.
En 1911 se convirtió en profesor en la Escuela de Ferrocarriles, cargo que ocupó hasta 1921. Luego fue inspector de tráfico en el distrito de Oslo hasta su jubilación en 1935 debido a la edad.
Fue activo en el Partido Laborista, siendo miembro del consejo municipal de Kristiania desde 1904. Ocupó este cargo durante cuatro períodos hasta 1915, con un lugar en el comité ejecutivo de 1907 a 1910.
Entre 1916 y 1918, fue miembro del Storting por el distrito electoral de Nedre Romerike, donde formó parte del Comité de Justicia No. 1.
Aslaksrud también colaboró en la prensa ferroviaria y fue editor por un breve período en Akershus Social-Demokrat.